# Monchaux-sur-Écaillon
Monchaux-sur-Écaillon é uma comuna francesa na região administrativa de Altos da França, no departamento do Norte. Estende-se por uma área de 4.55 km². Em 2010 a comuna tinha 548 habitantes (densidade: 120,4 hab./km²).